# Реотье
Реотье́ (фр. Réotier, окс. Reotier) — коммуна во Франции, находится в регионе Прованс — Альпы — Лазурный Берег. Департамент коммуны — Верхние Альпы. Входит в состав кантона Гийестр. Округ коммуны — Бриансон.
Код INSEE коммуны — 05116.

## Население
Население коммуны на 2008 год составляло 193 человека.
| 1962 | 1968 | 1975 | 1982 | 1990 | 1999 | 2008 |
| ---- | ---- | ---- | ---- | ---- | ---- | ---- |
| 154  | 163  | 132  | 128  | 136  | 161  | 193  |

## Экономика
В 2007 году среди 122 человек в трудоспособном возрасте (15—64 лет) 99 были экономически активными, 23 — неактивными (показатель активности — 81,1 %, в 1999 году было 71,4 %). Из 99 активных работали 90 человек (48 мужчин и 42 женщины), безработных было 9 (4 мужчины и 5 женщин). Среди 23 неактивных 6 человек были учениками или студентами, 11 — пенсионерами, 6 были неактивными по другим причинам.

## Достопримечательности
- Церковь Сен-Мишель
- Минеральный источник с известковой водой